# A-Combinación
La A-Combinación (en neerlandés: A-Combinatie) fue una alianza política en Surinam.

## Historia
La A-Combinatie se formó en 2005 como una alianza entre tres formaciones políticas: Hermandad y Unidad en la Política (BEP), el Partido de Liberación General y Desarrollo (ABOP) y Seeka. La alianza también se perfiló como representante de la etnia cimarrona. La alianza recibió el 7% de los votos en las elecciones generales de 2005, ganando cinco escaños en la Asamblea Nacional de Surinam. Aunque su porcentaje de votos cayó al 5% en las elecciones generales de 2010, retuvo los cinco escaños. Sin embargo, en 2012, el BEP abandonó la alianza después de estar en desacuerdo con el liderazgo del jefe de la ABOP, Ronnie Brunswijk.
Antes de las elecciones de 2015, Seeka dejó la alianza para unirse a A Nyun Combinatie. Sin embargo, a la alianza se unieron el Partido para la Unidad Nacional y la Solidaridad (que se había retirado de la alianza V7) y el Partido para la Democracia y el Desarrollo. En las elecciones, la alianza recibió el 11% de los votos, ganando cinco escaños.
La coalición fue disuelta poco antes de las elecciones de 2020, luego de que las alianzas electorales fuesen prohibidas.